# Emil Habibi

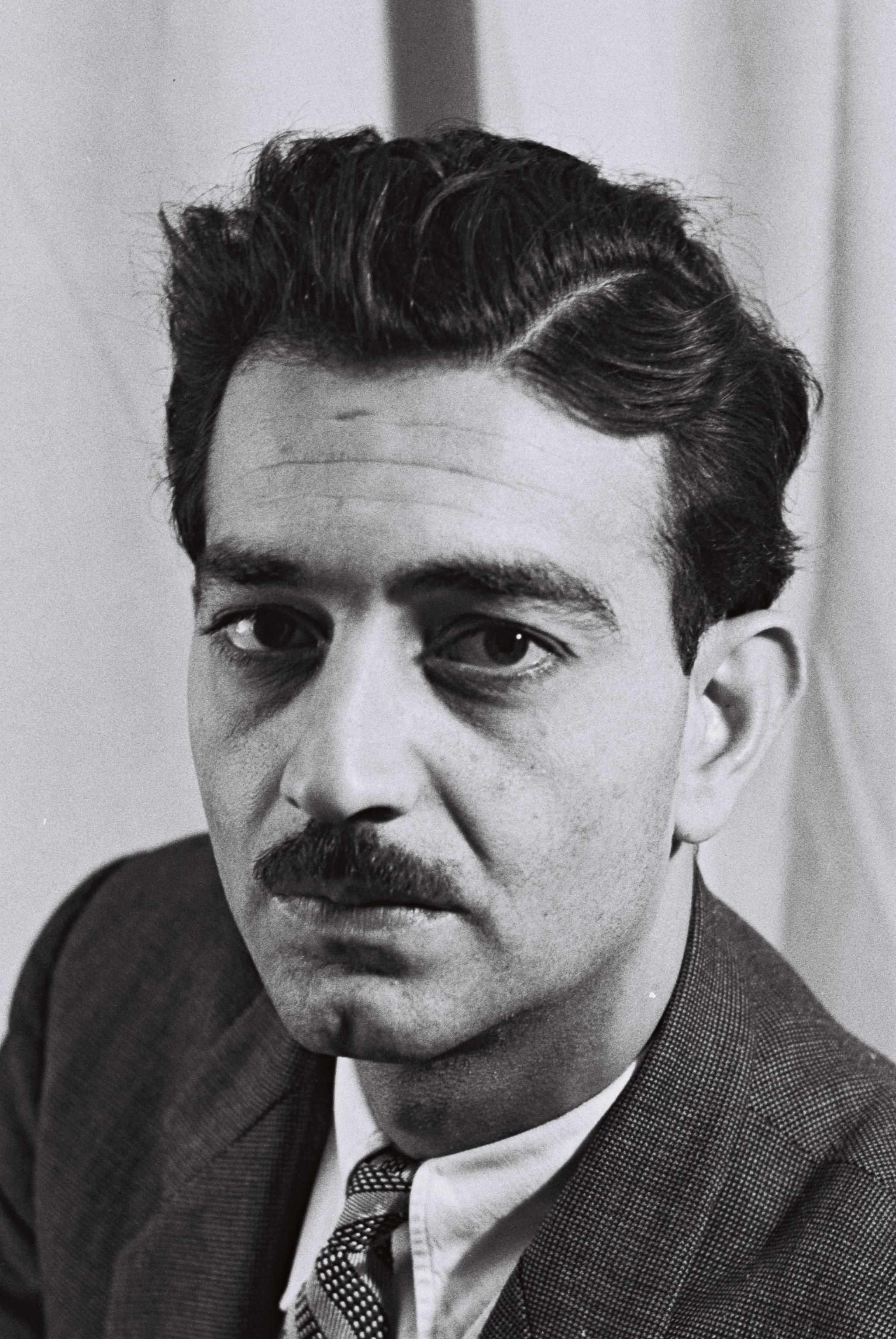
Emil Habibi, 1951

Emil Habibi (Imīl Ḥabībī arabisch إميل حبيبي, hebräisch אמיל חביבי‎; * 29. August 1922 in Haifa; † 2. Mai 1996 in Nazareth) war ein palästinensisch-israelischer Schriftsteller, Journalist und Politiker der Israelischen Kommunistischen Partei (Maki) und der Neuen Kommunistischen Liste (Rakach).

## Politiker
Habibi wuchs in einer anglikanischen Familie in Haifa auf, seit 1956 bis zu seinem Tod lebte er in Nazareth. 1940 trat er der 1923 gegründeten Palästinensischen Kommunistischen Partei bei, verließ sie aber mit andern im Jahr 1943 wegen Uneinigkeiten über die nationale Frage mit der Mehrheit der Partei um Schmuel Mikunis und gründete die Nationale Befreiungsliga in Palästina. Als die Arabische Liga das Arabische Hohe Komitee 1946 wieder gründete, trat die Befreiungsliga nicht bei, da sie demokratische Wahlen forderte. Die Befreiungsliga strebte nach nationaler Einheit, denn nur so hielt sie einen Sieg über die britische Kolonialmacht für möglich.
1947 stimmte die Befreiungsliga dem UN-Teilungsplan zu, da die UdSSR sich nun doch dafür einsetzte. Die Befreiungsliga erklärte ihre Haltung damit, dass die beiden Alternativen, ein jüdischer Staat einerseits oder ein Anschluss an Jordanien andererseits, schlechter seien. Sie war somit die einzige arabische Partei in Palästina, die den Teilungsplan unterstützte. Die Befreiungsliga beschuldigte die Arabische Liga und das Arabische Hohe Komitee der Beteiligung an anti-jüdischen Provokationen wie dem Kfar-Etzion-Massaker. Im September 1948 schrieb Emil Habibi in einem Flugblatt, die Palästinenser hätten die Invasion der arabischen Armeen nicht gewünscht. Die Befreiungsliga machte die Arabische Liga und das Arabische Hohe Komitee für den Verlust Palästinas verantwortlich.
Nach dem Palästinakrieg vereinigte sich die Befreiungsliga mit den Teilen der Palästinensischen Kommunistischen Partei, die nach der Staatsgründung die Israelische Kommunistische Partei bildeten. Das führte unter anderem dazu, dass Habibi Familienangehörige, die in den Libanon geflüchtet waren, nach Haifa zurückholen konnte, nachdem jüdische Parteifreunde sich bei Premierminister David Ben-Gurion für ihn eingesetzt hatten. 1952 gründete er mit dem Trotzkisten Jabra Nicola in Haifa die marxistische Zeitung al-Jadid (dt. Die Neue). Von 1951 bis 1959 sowie erneut von 1961 bis 1972 war er Parlamentsabgeordneter in der Knesset – zunächst als Mitglied der Israelischen Kommunistischen Partei, ab 1965 dann der Neuen Kommunistischen Liste, der nach der Parteispaltung überwiegend von palästinensischen Israelis getragenen politischen Neugruppierung.
Nach seinem Rückzug als Abgeordneter war er bis 1989 Chefredakteur der Parteizeitung al-Ittiḥād. In diesem Jahr wurde er aller Ämter enthoben und aus der Partei ausgeschlossen, da er sich entgegen der Position des Vorstands für Reformen in der Partei einsetzte. Später übte Habibi scharfe Kritik an Saddam Hussein und an der PLO.

## Werk
Seine ersten literarischen Schritte machte Habibi in der Parteizeitung al-Ittiḥād. Dort schrieb er unter dem Pseudonym „Dschuhajna“, dem Namen seiner Tochter.
Nachdem er die Knesset verlassen hatte, erschien im Jahr 1974 sein erster und berühmtester Roman, Der Peptimist. Hauptcharakter des Buches ist Said der Glücklose, aus der Familie Peptimist. Peptimist, eine Wortschöpfung des Autors, verbindet die Gegensätzlichkeit Optimist und Pessimist miteinander. Said offenbart sein Leben in Form eines Briefes an den Leser und berichtet über sein Leben und seine Einstellung zum politischen Alltag. Anders als viele seiner palästinensischen Landsleute wird Said nicht aus Israel verdrängt, sondern dient dem israelischen Geheimdienst, immer auf der Suche nach seiner Identität und der Identität seines Volkes. Den Dienst als Spion im israelischen Geheimdienst hat ihm sein Vater vererbt, dennoch fühlt sich der Hauptakteur des Buches zwischen den zwei Gesellschaften und Kulturen hin- und hergerissen.
1985 erschien Das Tal der Dschinnen, das mit einem gigantischen Verkehrsstau in Haifa beginnt.
1991 erschien Sarâja, das Dämonenkind. Die Volkstradition über Saraja, die von einem Kinderfresser gefangen gehalten wird, erhält bei Habibi eine moderne Interpretation.
Wichtigste Werke:
- Sudāsiyyat al-ayyām al-sittah. 1969.
- al-Waqāʾiʿ al-ġarbīya fi ʾḫtifāʾ Saʿīd Abi-ʾn-Naḥs al-mutašāʾil. 1974.
  - deutsche Übersetzung von Ibrahim Abu Hashhash: Der Peptimist oder von den seltsamen Vorfällen um das Verschwinden Saids des Glücklosen. Basel: Lenos, 1995; ISBN 3-85787-630-1.
- Kafr Qāsim. 1976.
- Lakʿ bin Lakʿ. 1980.
- Ḫurāfiyyat Sarāyā bint al-ġūl. 1991.
  - deutsche Übersetzung von Nuha Forst: Sarâja, das Dämonenkind. Eine spätherbstliche Fabuliererei aus Palästina. Basel: Lenos, 1998; ISBN 3-85787-249-7.
- Iẖṭīya.
  - deutsche Übersetzung von Hartmut Fähndrich und Edward Badeen: Das Tal der Dschinnen. Basel: Lenos, 1998; ISBN 3-85787-640-9.
- Mit Yoram Kaniuk, deutsche Übersetzung von Anna Schwarz und Michael von Killisch-Horn: Das zweifach verheißene Land. München: List, 1997, ISBN 3-471-79351-8.

## Auszeichnungen
Für sein literarisches Gesamtwerk wurde Emil Habibi 1990 mit dem Al-Quds-Preis der PLO ausgezeichnet.
Im Jahre 1992 erhielt Emil Habibi als erster Palästinenser überhaupt den Israel-Preis für arabische Literatur. Da er politisch in dieser Zeit in scharfem Kreuzfeuer stand und von seinen ehemaligen Genossen des Verrats beschuldigt wurde, war ihnen diese Anerkennung durch das israelische Establishment ein Dorn im Auge. Auch auf zionistischer Seite gab es Ablehnung. Aus Protest gegen die Preisübergabe an Habibi gab Juval Ne’eman seinen Preis, den er 1969 erhalten hatte, zurück.